# Ricardo Puga
Ricardo Puga, cuyo nombre de nacimiento era Abundio Puga (Vitoria, 1886-Miranda de Ebro, 1939), fue un actor de cine y teatro español.

## Trayectoria
Natural de Vitoria, su nombre de nacimiento era Abundio, que luego se cambiaría por el de Ricardo. Dedicado al teatro desde su temprana juventud, alcanzó su mayor relieve artístico en el primer tercio del siglo XX.

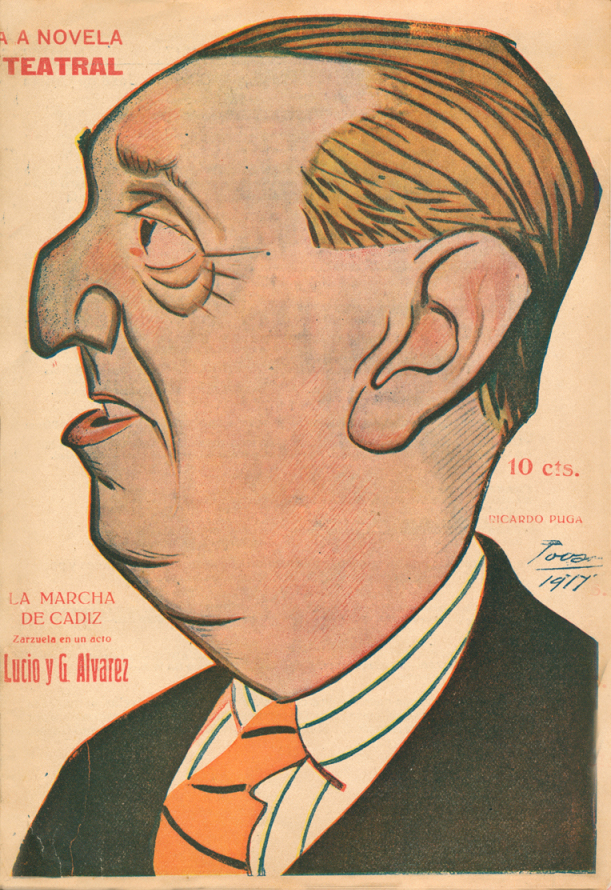
Caricaturizado por Tovar (1917)

En la década de 1900 se integró a la compañía de teatro de Matilde Moreno, con la que puso en escena La fuerza bruta (1908) de Jacinto Benavente, y a la de Matilde Rodríguez, con la que estrenó Doña Clarines (1909), de los hermanos Álvarez Quintero.
Se integró luego en la compañía de María Guerrero y Fernando Díaz de Mendoza, con los que obtuvo uno de sus mayores triunfos profesionales: el estreno de la célebre obra de Jacinto Benavente Los intereses creados, en 1911, además de otras piezas menores como Amores y amoríos (1910) de los hermanos Álvarez Quintero.
En la década de 1910 estrenó obras de Carlos Fernández Shaw, como No somos nadie o Las figuras del Quijote, y más adelante trabajó con Margarita Xirgu, entre otras, en El yermo de las almas (1915) de Ramón María del Valle-Inclán y Santa Juana de Castilla (1918) de Benito Pérez Galdós.
Finalmente, ya en la década de 1920, se integró a la compañía de Lola Membrives con la que trabajó, entre otras, en Pepa Doncel (1928) de Benavente, en La Lola se va a los puertos (1929) de los hermanos Machado y en Anna Christie de Eugene O'Neill. También coincidió con Irene López Heredia en Cándida (1928), de George Bernard Shaw.
Inició su carrera cinematográfica en El Nocturno de Chopin (1914) de Fructuoso Gelabert. Entre 1914 y 1916 filmó cuatro películas dirigidas por Magín Muriá. En 1919 participó, en el papel de Crispín, en la adaptación cinematográfica de Los intereses creados, dirigida por el propio autor de la obra, Jacinto Benavente. Y en 1931 fue dirigido en Londres por Dimitri Buchowetzki en El hombre que asesinó.

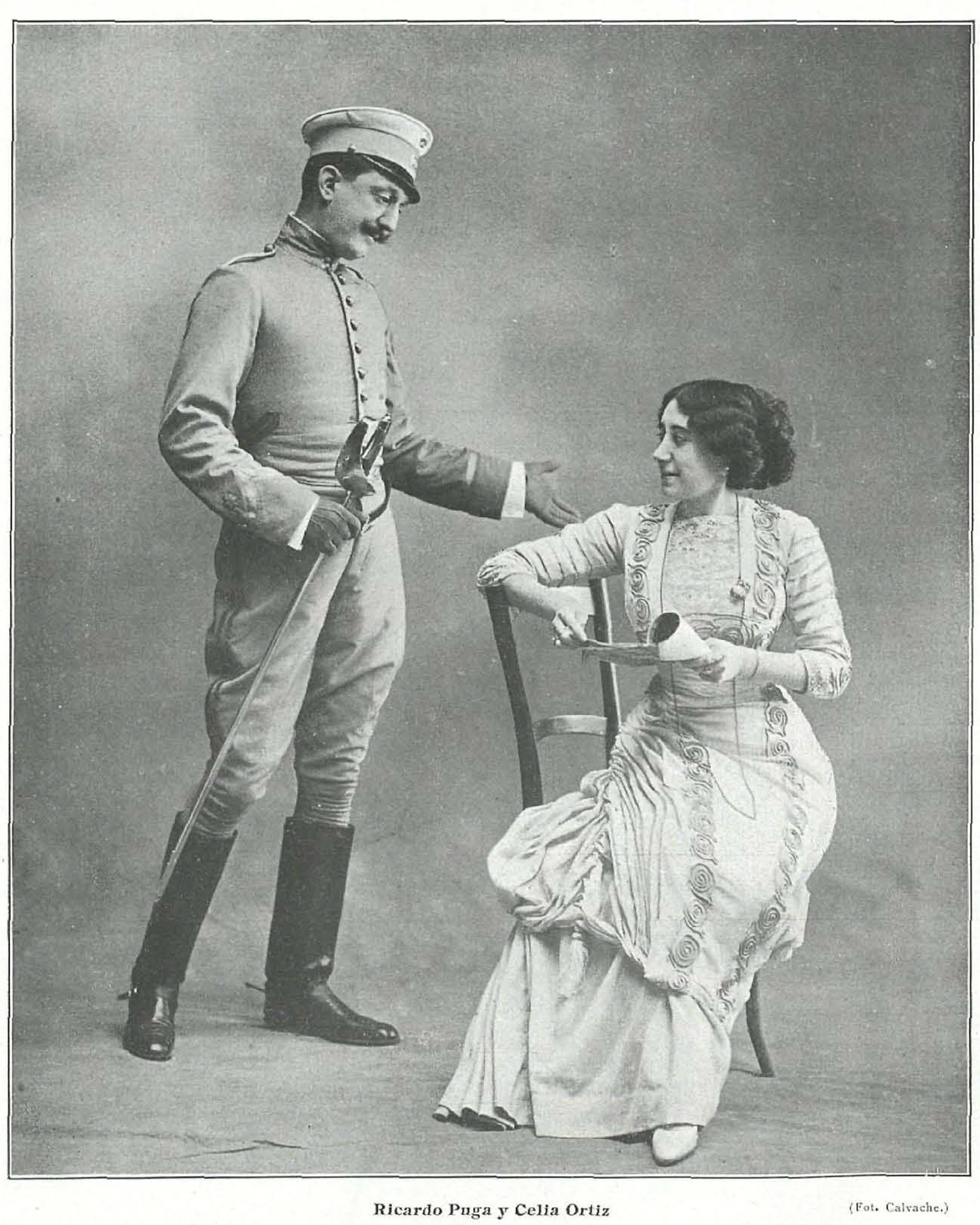
Ricardo Puga y Celia Ortiz (El cuento del tren, Teatro Lara, 1910)